# تکن ۵
تِکِن ۵ (به انگلیسی: Tekken 5) یک بازی ویدئویی به سبک مبارزه‌ای است که توسط نامکو ساخته و منتشر شده‌است. این عنوان پنجمین قسمت از مجموعه بازی‌های تکن به‌شمار می‌رود که همراه با دهمین سالگرد این مجموعه نیز می‌باشد. این بازی برای اولین بار در نوامبر ۲۰۰۴ بر روی آرکید، و سپس در ۳۱ مارس ۲۰۰۵ در ژاپن و ۲۴ فوریه همان سال در آمریکا برای کنسول پلی‌استیشن ۲ منتشر گردید. بازی به نسخهٔ تکن ۵٫۱ ارتقاء یافت که عمدتاً تغییراتی برای تعادل روند بازی در آن ایجاد شد، و بعدها یک نسخه به‌روزرسانی شده تحت عنوان تکن ۵: رستاخیز تاریک در دسامبر ۲۰۰۵ برای دستگاه آرکید و سپس نسخه‌ای سازگار شده از آن در سال ۲۰۰۶ برای کنسول بازی دستی پلی‌استیشن همراه عرضه شد.
تکن ۵ نقدهای مثبتی از طرف منتقدین دریافت کرد و امتیازهای بالایی توسط وبگاه‌های بازی گرفت که از آن جمله گیم‌اسپات و آی‌جی‌ان به ترتیب نمرات ۹٫۲ و ۹٫۳ از ۱۰ را به این بازی اختصاص دادند و همچنین میانگین امتیاز ۸۹٫۲۰ و ۸۸ از ۱۰۰ را به ترتیب در وبگاه‌های گیم‌رنکینگز و متاکریتیک دارا می‌باشد. تکن ۵ توانسته تا ژوئیه ۲۰۰۹ نزدیک ۶ میلیون نسخه به فروش برساند.
در نسخه پلی‌استیشن ۲ این بازی، نسخه‌های آرکید تکن، تکن ۲، تکن ۳ و بازی شوتم آپ استاربلید (به عنوان یک بازی مخفی) گنجانده شده‌است. ادامه‌ای بر این بازی با عنوان تکن ۶ در سال ۲۰۰۷ برای آرکید و سپس در سال ۲۰۰۹ برای کنسول‌های پلی‌استیشن ۳ و ایکس‌باکس ۳۶۰ عرضه شد.

## شخصیت‌ها
تکن ۵ به‌طور کلی دارای ۳۲ شخصیت قابل انتخاب می‌باشد. بیشتر شخصیت‌های تکن ۴ از جمله برایان فیوری، کریستی مانترو، کریگ مارداک، ادی گوردو، جین کازاما، جولیا چنگ، کازویا میشیما، کینگ، کوما، لینگ شائویو، لی وولانگ، لی چاولان، مارشال لا، نینا ویلیامز، پاندا، پال فینکس، استیو فاکس، هائورانگ، هیهاچی میشیما و یوشیمیتسو در این قسمت نیز حضور دارند، و همچنین چندین شخصیت از نسخه‌های پیشین این مجموعه به ویژه تکن ۲، شامل آنا ویلیامز، بیک تو سان، بروس اروین، گانریو و ونگ جینری در این بازی قابل انتخاب هستند.
در کنار شخصیت‌های برگشته، ۷ شخصیت جدید نیز به این نسخه اضافه شده‌اند که شش نفر از آن‌ها قابل انتخاب هستند. آسوکا کازاما، یک دختر دبیرستانی بی‌پروا که سبک هنرهای رزمی سنتی کازاما را تمرین می‌نمود و برای انتقام گرفتن از فنگ وی وارد این مسابقات شد، فنگ وی، رزمی‌کاری نابغه به سبک مشت خدا، که به دنبال رازهای کتیبه مشت خدا می‌گشت که توسط خانواده میشیما به سرقت رفته بود، جک ۵، پنجمین مدل از سری ربات‌های جک که توسط خالقش جِین برای بازیابی خاطرات مدل پیشینش جک۲ از میشیما زایباتسو به این مسابقات فرستاده شد، ریون، یک مأمور مرموز نینجا که اولین فردی به‌شمار می‌رفت که خبر مرگ هیهاچی را گزارش داد، راجر جی‌آر. همسر و فرزند کانگورو بوکسور، راجر که سعی در آزاد کردن شوهرش از دست میشیما زایباتسو داشت، دویل جین، شکل شیطانی شده جین کازاما که از سبک مبارزهٔ قدیمی جین استفاده می‌کرد و جین‌پاچی میشیما، پدر هیهاچی میشیما که به واسطه ژن شیطانی به زندگی بازگشته است و نقش غول‌آخر و شخصیتی انتخاب‌نشدنی را در بازی ایفا می‌کند.

### شخصیت‌های برگشته
- استیو فاکس
- آنا ویلیامز
- ادی گوردو
- برایان فیوری
- بروس اروین
- بیک تو سان
- پال فینکس
- پاندا
- جین کازاما
- جولیا چنگ
- کازویا میشیما
- کینگ
- کریستی مانترو
- کریگ مارداک
- کوما
- گانریو
- مارشال لا
- موکوجین
- دویل جین
- لی چئولان
- لی وولانگ
- لینگ شائویو
- نینا ویلیامز
- وانگ جینری
- هائورانگ
- هیهاچی میشیما
- یوشیمیتسو

### شخصیت‌های جدید
- آسوکا کازاما
- فنگ وی
- ریون
- دویل جین
- جک ۵
- جین‌پاچی میشیما (غول‌آخر و انتخاب‌نشدنی)
- راجر جی‌آر.